# Xu Jiayang
Xu Jiayang (许嘉阳S, Xǔ Jiā YángP; Qinhuangdao, 22 novembre 1999) è un goista cinese di grado 9 dan.

## Biografia
Nel 2011, quando era ancora dilettante, conquistò sette vittorie su sette nella Terza divisione cinese di weiqi, aiutando la squadra del Chaoyang di Pechino a essere promossa in Seconda divisione.
Diventato professionista nel 2012, nel 2013 ha vinto il titolo nazionale cinese giovanile, ha aiutato la sua squadra a vincere la Seconda divisione ed è stato promosso 2 dan.
Nel 2017 è arrivato secondo nella Coppa Limin, dietro il connazionale Ke Jie ed è stato promosso 6 dan.
Nel 2018 ha vinto la Globis Cup contro il sudcoreano Shin Min-jun ed è stato promosso 7 dan.
Nel 2019 è arrivato secondo alla CCTV Cup, sconfitto da Ding Hao, ed è stato promosso 8 dan.
Nel 2021 ha vinto la Quzhou-Lanke Cup contro Yang Dingxin ed è arrivato alle semifinali della 4ª edizione della Mlily Cup, dove è stato sconfitto dal connazionale Mi Yuting. Ha anche ricevuto la promozione a 9 dan.
È qualificato ai quarti di finale della 5ª edizione della Mlily Cup.

## Palmarès
| Nazionali        | Nazionali | Nazionali     |
| Titolo           | Vittorie  | Secondi posti |
| ---------------- | --------- | ------------- |
| Quzhou-Lanke Cup | 1 (2021)  |               |
| Coppa CCTV       |           | 1 (2019)      |
| Totale           | 1         | 1             |
| Internazionali   |           |               |
| Titolo           | Vittorie  | Secondi posti |
| Globis Cup       | 1 (2018)  |               |
| Coppa Limin      |           | 1 (2017)      |
| Totale           | 1         | 0             |
| Totale           |           |               |
| Totale           | 2         | 1             |